# Gorkij drámái
Gorkij 1901-ben írta első drámáját, a Kispolgárokat (Мещане, 1901). A darabban a festőcéh feje, Besszemenov és nevelt fia, Nyil áll szemben. Nyil öntudatos, energikus, dolgozó fiatal; nevelőapja zsarnokoskodó, maradi öregember. A konfliktus egyfelől generációs, másfelől nyilván ott az öntudatosodó munkás, az „új, eredeti ember”, ahogy Csehov mondja, és a magának való, ún. polgári tisztességben megőszült „kispolgár” szembenállása. A szembenállást tompítja, hogy kettejükön kívül még tízen-tizenketten belefolynak a konfliktusba: Pjotr és Tatyána, Besszemenov fia és lánya, Siskin, Tyetyerev, Jelena (Besszemenov albérlői.
- Éjjeli menedékhely (На дне, 1902)
- Ellenségek (Враги, 1906)
- Jegor Bulicsov és a többiek (Егор Булычев и другие, 1932)
- Vassza Zseleznova (1935, első verzió: 1911). [1]

A gorkiji dráma csak gyengébben-erősebben összekapcsolt jelenetek sorozata; a cselekmények epikusan szerteágazóak, néha túlságosan is, a jellemeket a szerző is „kidolgozatlanoknak, határozatlanoknak” mondta. Drámái erősen regényszerűek: a szüzsé jól hangzik, de olvasva némelyik elég unalmas. A darabokat csak Gorkij dinamizmusa tartja össze, vitális energiaközpontja egyiknek-másiknak üres; a konfliktust néha maga Gorkij rúgta fel (Zikovék).
- Éjjeli menedékhely (Hа дне, 1902)
- Barbárok (Варвары, 1905)
- A nap fiai (Дети солнца, 1905)
- Az utolsók (Последние, 1908)
- Csodabogarak (Чудаки, 1910)
- A hamis pénz (Фальшивая монета, 1913)
- Zikovék (Зыковы, 1913)
- Jakov Bogomolov (Яков Богомолов, 1914)
- Az öreg (Старик, 1915)
- Szomov és a többiek (Сомов и другие, 1931)
- Jegor Bulicsov és a többiek, színmű 3 felvonásban 1932
- Dosztyigajev és a többiek (Достигаев и другие, 1933).